# Ґаювкі
Ґаювкі (пол. Gajówki, нім. Gajowken) — село в Польщі, у гміні Ілово-Осада Дзялдовського повіту Вармінсько-Мазурського воєводства.
Населення — 192 особи (2011).
У 1975-1998 роках село належало до Цехановського воєводства.

## Демографія
Демографічна структура станом на 31 березня 2011 року:
|          | Загалом | Допрацездатний вік | Працездатний вік | Постпрацездатний вік |
| -------- | ------- | ------------------ | ---------------- | -------------------- |
| Чоловіки | 93      | 23                 | 59               | 11                   |
| Жінки    | 99      | 26                 | 54               | 19                   |
| Разом    | 192     | 49                 | 113              | 30                   |